# World Series 1937
Le World Series 1937 sono state la 34ª edizione della serie di finale della Major League Baseball al meglio delle sette partite tra i campioni della National League (NL) 1937, i New York Giants e quelli della American League (AL), i New York Yankees. A vincere il loro sesto titolo furono gli Yankees per quattro gare a una.
Questa fu la terza vittoria degli Yankees sui Giants (1923, 1936). Con questo titolo, la squadra superò i Philadelphia Athletics e i Boston Red Sox per il maggior numero di titoli conquistati. Quando gli Athletics e i Red Sox vinsero le loro seste World Series (nel 1972 e 2004, rispettivamente), gli Yankees li avevano nettamente staccati, con 20 titoli nel 1972 e 26 nel 2004.
Le World Series del 1937 furono le prime in cui una squadra (in questo caso gli Yankees) non commise alcun errore. Gara 4 fu l'ultima lanciata nelle World Series dall'Hall of Famer Carl Hubbell che, nel nono inning, concesse il fuoricampo finale di Lou Gehrig nelle World Series.

## Sommario
I New York Yankees hanno vinto la serie, 4-1.
| Gara | Data       | Risultato                                 | Stadio         | Tempo | Pubblico |
| ---- | ---------- | ----------------------------------------- | -------------- | ----- | -------- |
| 1    | 6 ottobre  | New York Giants – 1, New York Yankees – 8 | Yankee Stadium | 2:20  | 60.573   |
| 2    | 7 ottobre  | New York Giants – 1, New York Yankees – 8 | Yankee Stadium | 2:11  | 57.675   |
| 3    | 8 ottobre  | New York Yankees – 5, New York Giants – 1 | Polo Grounds   | 2:07  | 37.385   |
| 4    | 9 ottobre  | New York Yankees – 3, New York Giants – 7 | Polo Grounds   | 1:57  | 44.293   |
| 5    | 10 ottobre | New York Yankees – 4, New York Giants – 2 | Polo Grounds   | 2:06  | 38.216   |

## Hall of Famer coinvolti
- Yankees: Joe McCarthy (man.), Bill Dickey, Joe DiMaggio, Lou Gehrig, Lefty Gomez, Tony Lazzeri, Red Ruffing
- Giants: Carl Hubbell, Travis Jackson, Mel Ott, Bill Terry